# Alexandr Kramer
Alexandr Kramer (24. května 1946 Praha – 29. května 2012 tamtéž) byl český novinář, za normalizace disident a autor science fiction povídek, které zveřejňoval pod jménem svého spolupracovníka Jaroslava Veise a později Miroslava Kostky.

## Životopis
Vystudoval Fakultu sociálních věd a publicistiky UK (v roce 1970 byl před státnicemi vyloučen, promoval až v roce 1990). Od roku 1966 se angažoval ve studentském hnutí, v roce 1968 působil jako redaktor týdeníku Student. V dubnu 1969 vedl jako předseda Akademické rady studentů na fakultě stávku proti nástupu G. Husáka do čela KSČ. Sám byl členem KSČ od března 1968; v listopadu 1969 vystoupil. V následujících letech pracoval jako tlumočník z angličtiny, pomocný dělník, nosič kufrů, agent s lístky do divadla, od roku 1976 do roku 1989 jako technický překladatel a referent pro dokumentaci v Tesle Karlín. Podílel se na protirežimních letákových akcích. V lednu 1977 podepsal Chartu 77. Od léta 1989 přispíval do samizdatových Lidových novin. Spoluzakládal skupinu Levá alternativa v září 1989; v roce 1991 vystoupil. Byl ženatý, měl jednu dceru.
V letech 1990–92 pracoval jako redaktor zahraniční rubriky Lidových novin se zaměřením na USA, v letech 1993–97 byl vedoucím redaktorem exportní redakce ČTK, vedoucím redaktorem zahraniční rubriky časopisu Mladý svět, zástupcem šéfredaktora a reportérem časopisu Týden, překladatelem pro Reader's Digest Výběr, redaktorem zpravodajství Radia Svobodná Evropa.
V srpnu 1997 se stal redaktorem deníku Právo. Zde působil zpočátku jako politický komentátor, postupně se však specializoval na velké politické rozhovory vycházející v sobotu. Zastával výrazně levicové názory. Tyto rozhovory vydalo knižně brněnské nakladatelství nakladatelství Doplněk: Interview (2001 – 126 rozhovorů), Interview 2 (2002 – 52 navazujících rozhovorů z Práva plus 54 starších rozhovorů z jiných periodik, zejména Lidových novin), Interview 3 (2003 – 66 rozhovorů), Interview 4 (2005 – 69 rozhovorů), Interview 5 (2006 – 74 rozhovorů) a Interview 6 (2008 – 64 rozhovorů). V listopadu 2007 publikoval premiér Mirek Topolánek knihu svých šestnácti rozhovorů s Kramerem Topolánek versus Kramer aneb 5 let české politiky (a žurnalistiky). Poslední rozhovor publikoval v květnu 2008, pak se ze zdravotních důvodů odmlčel.
Za své rozhovory Kramer obdržel Novinářskou cenu Karla Havlíčka Borovského udělovanou ČLF za rok 2003.
V prosinci 2007 byl Kramer iniciátorem a  utorem textu veřejné Výzvy k občanské neposlušnosti prosazující bojkot nově zavedených regulačních poplatků za vyšetření lékařem a hospitalizaci, dokud Ústavní soud České republiky nerozhodne o stížnosti, podle níž Listina základních práv a svobod v čl. 31 zakládá právo na bezplatnou zdravotní péči. Výzvu podepsalo 58 osob včetně řady politiků ČSSD, KSČM a levice SZ, umělců a vědců.
Alexandr Kramer byl silný kuřák, zemřel po několikaleté rakovině plic.

## Science fiction
V polovině 70. let začal společně s Jaroslavem Veisem psát povídky science fiction, které vyšly pod Veisovým jménem ve sbírkách Experiment pro třetí planetu (1976) a Pandořina skříňka (1979). Poté, co začali psát samostatně, publikoval pod jménem „pokrývače“ Miroslava Kostky; knižně sbírku Exodus s happyendem (vročení 1989, distribuována 1990). Souborně vyšla většina jeho povídek v roce 1997 pod názvem Nezlomnej lidskej duch. Společně s Ondřejem Neffem napsal dějiny světové science fiction Všechno je jinak (Albatros 1986, vydáno pod Neffovým jménem) a byl rovněž autorem velké části anglosaských hesel v Encyklopedii literatury science fiction (1995).
Některé jeho sci-fi povídky – jako například "Před koncem ranní směny"  byly zdramatizovány rozhlasem.